# Hans Berndt (Fußballspieler)
Hans Berndt (* 30. Oktober 1913 in Spandau; † 9. April 1988 in Berlin), auch „Hanne“ gerufen, war ein deutscher Fußballspieler.

## Karriere

### Vereine
Mit elf Jahren begann der Schüler Hans Berndt beim SC Staaken mit dem Fußballspielen. Im Februar 1936 wechselte er 25-jährig zu Tennis Borussia Berlin. Damit konnte er als Mittelstürmer sein Können im Angriffszentrum in der Gauliga Berlin-Brandenburg zeigen und damit auf sich aufmerksam machen. In den ersten drei Spielzeiten (1936/37 bis 1938/39) erzielte der Draufgänger und Reißer britischen Zuschnitts 56 Tore für die „Veilchen“. Nach der verkürzt ausgetragenen Runde 1939/40 (Ausbruch des Zweiten Weltkrieges; daher nur zehn Spiele) feierte der Torjäger mit 36 Treffern in der Runde 1940/41 die Meisterschaft mit Tennis Borussia in der Gauliga Berlin-Brandenburg. Am letzten Spieltag konnte Hertha BSC mit einem 8:2-Sieg auf den zweiten Platz verwiesen werden. In der Endrunde um die Deutsche Meisterschaft 1941 spielte Tennis Borussia gegen NSTG Prag und den Dresdner SC. Die Sachsen setzten sich in beiden Partien gegen die Mannschaft von „Hanne“ Berndt durch. Zur Titelverteidigung reichte es 1942 nicht und der Torjäger erlebte seine zweite Endrunde um die Deutsche Fußballmeisterschaft im Jahr 1944 im Trikot des VfB Königsberg. Mit dem Gauligameister aus Ostpreußen spielte er gegen LSV Mölders Krakau und den HSV Groß Born. Beim 4:1-Erfolg gegen den Luftwaffensportverein am 24. April 1944 gelangen ihm drei Tore. Auch gegen Groß Born erzielte er einen Treffer, aber die Heeresauswahl gewann mit 10:3 Toren. In Königsberg hatte er die Mitspieler Herbert Burdenski und Kurt Baluses an seiner Seite. Bei dem deutlich überlegenen Groß Born ragten Edmund Conen, Ernst Plener und Wilhelm Sold heraus.
Im Herbst 1945 vorübergehend bei Schalke 04 aktiv, schoss „Hanne“ Berndt mit 33 Jahren in der Saison 1946/47 die SG Charlottenburg (Tennis Borussia war aufgelöst worden) mit 53 Toren in 20 Spielen in der Stadtliga Berlin zur Meisterschaft. In der Saison 1948/49 erfolgte die Rückerlangung des Vereinsnamens von SG Charlottenburg in Tennis Borussia Berlin. Sportlich holte man die Vizemeisterschaft in der Stadtliga mit 19 Berndt-Treffern und den Berliner Pokal am 3. Juli 1949 mit einem 2:0 gegen Alemannia 1890 Berlin mit zwei „Hanne“-Treffern. 1950 traf der unverwüstliche Torjäger in 18 Einsätzen 17-mal in das gegnerische Tor und feierte die Meisterschaft in Berlin. Die Endrunde war nach dem 1:3 gegen Kickers Offenbach bereits vorbei. Im ersten Jahr der Vertragsspielerära in Berlin, 1950/51, spaltete sich der Berliner Fußball. Ein Teil der Mannschaft des Berliner Vize-Meisters von 1949/50, Union Oberschöneweide, wechselte im Juni 1950 von Ost- nach West-Berlin und spielte dort unter dem Vereinsnamen SC Union 06 Berlin weiter und belegte wieder den zweiten Rang hinter Tennis Borussia Berlin. Eingerahmt von den Halbstürmern Gerhard Graf und Horst Schmutzler gelangen dem 37 Jahre alten Berndt nochmals 27 Tore in 23 Spielen. In der Endrunde um die Deutsche Meisterschaft 1951 spielte „Hanne“ Berndt mit Tennis Borussia gegen den Hamburger SV, 1. FC Nürnberg und Preußen Münster. In Berlin wurde das Fußball-Idol zum Sportler des Jahres 1951 gewählt. Durch Probleme mit dem Kreuzband und dem Meniskus kam Hans Berndt in der Saison 1951/52 nur noch zu zehn Einsätzen in der Vertragsliga Berlin. Es gelangen ihm dabei neun Treffer. Sein Verein, Tennis Borussia Berlin, holte in Serie die dritte Meisterschaft und zog wiederum in die Endrunde ein. „Hanne“ Berndt beendete aber zuvor mit 38 Jahren seine Karriere. Insgesamt kam er in seiner Laufbahn auf über 1000 Tore.

### Auswahl-/Nationalmannschaft
Insgesamt war Hans Berndt von 1936 bis 1951 in 62 Städtespielen für Berlin aktiv. Das erste offizielle Berliner Städtespiel nach dem Zweiten Weltkrieg fand am Karfreitag, den 19. April 1946, im Stadion am Gesundbrunnen statt. Berlin gewann mit 2:1 Toren gegen Dessau. Beim 5:0-Erfolg am 1. September 1946 im Schillerpark in Dessau, war „Hanne“ Berndt (SG Charlottenburg) erstmals wieder für Berlin im Einsatz. Im Länderpokalwettbewerb des Jahres 1949/50 führte er ebenfalls am 18. September 1949 im Olympiastadion vor 75.000 Zuschauern den Berliner Sturm gegen Bayern an. Als Berlin am 11. Februar 1951 sein erstes internationales Nachkriegsstädtespiel bestritt, war Berndt immer noch auf der Mittelstürmerposition im Einsatz. Gegner war Zürich mit Superstar Alfred Bickel und ihrem Trainer Edmund Conen. Vor 90.000 Zuschauern endete das Spiel 2:2 unentschieden. Im Reichsbundpokal debütierte er in der Mannschaft von Brandenburg am 22. November 1936 beim 2:0-Sieg in Stettin gegen Pommern und gehörte der Auswahl bis zur Runde 1940/41 an.
Reichstrainer Sepp Herberger berief den Mittelstürmer von Tennis Borussia Berlin erstmals am 8. Mai 1937 in den Nationalmannschaftskader. In Wuppertal wurde ein Testspiel einer Deutschland-Auswahl gegen Manchester City durchgeführt. „Hanne“ agierte mit seinen „Brecherqualitäten“ auf der angestammten Position in der Sturmmitte. Acht Tage später triumphierte die DFB-Elf in Breslau gegen Dänemark mit einem 8:0-Erfolg und damit war die Breslau-Elf geboren. Die zentrale Rolle in der Sturmmitte hatte dabei der Waldhöfer Otto Siffling mit spielerischer Eleganz und Torjägerqualitäten ausgefüllt. Er stellte geradezu ein Kontrastprogramm zu dem kraftvollen Brechertyp „Hanne“ Berndt dar. Drei Tage nach dem Breslau-Spiel wurde der „Veilchen“-Stürmer aber wieder von dem Reichstrainer in einer Deutschland-Auswahl gegen Manchester City in Berlin eingesetzt. Am 25. Juni 1937 schlug dann die Stunde von „Hanne“ Berndt in der Nationalmannschaft. Zum 3:1-Erfolg in Riga gegen Lettland steuerte er als Mittelstürmer zwei Treffer bei. Otto Siffling und Karl Hohmann bildeten zusammen mit dem Berliner das deutsche Innentrio. Am 15. August 1937 nahm Berndt an einem internen Testspiel der Nationalmannschaft teil und am 29. August folgte sein zweiter Länderspieleinsatz. In Königsberg war er beim 4:1-WM-Qualifikationserfolg gegen Estland wiederum als Mittelstürmer im Einsatz. In Nürnberg schloss sich am 20. März 1938 beim Spiel gegen Ungarn sein dritter Länderspieleinsatz an. Beim inoffiziellen Länderspiel am 3. April 1938 in Wien gegen Österreich war „Hanne“ Berndt ebenfalls der Mittelstürmer der Herberger-Elf. Weiter im Sturm spielten Lehner, Gellesch, Gauchel und Fath. Nach dem Einmarsch deutscher Truppen in Österreich am 12. März und dem Anschluss Österreichs an das Deutsche Reich war der 2:0-Erfolg der Mannen um Matthias Sindelar mehr als nur ein gewonnenes Fußballspiel. Vor dem Länderspiel am 14. Mai 1938 in Berlin gegen England gehörte Berndt auch zu den Teilnehmern des Vorbereitungskurses in der Sportschule Duisburg. Zum Einsatz kam er in seiner Heimatstadt aber nicht und weitere Berufungen in die Nationalmannschaft erfolgten nicht mehr.

## Sonstiges
Berndt trat zum 6. Dezember 1938 der SA bei. Der Vater von zwei Söhnen betrieb nach 1952 ein florierendes Sportartikelgeschäft in der Damaschkestraße 1 in Berlin; er starb am 9. April 1988, am Gründungstag von Tennis Borussia Berlin.